# قبة سرخ
قبة سرخ (بالفارسية: گنبد سرخ) هي قبة تاريخية تعود إلى الدولة السلجوقية، وتقع في مقاطعة مراغة.